# سانتوس (فیلم)
سانتوس (انگلیسی: Santos) یک فیلم کمدی اسپانیایی-شیلیایی است که در سال ۲۰۰۸ منتشر شد. از بازیگران این فیلم می‌توان به خاویر گوتیه‌رس آلبارس، لئوناردو اسباراگلیا، گیرمو تولدو و السا پاتاکی اشاره کرد. این فیلم یک شکست فاجعه‌بار تجاری در گیشه بود.